# Pétra (Béotie)
Pétra, en grec moderne : Πέτρα, est un village du dème d'Alíartos-Thespiés, district régional de Béotie, en Grèce-Centrale.
Selon le recensement de 2011, la population du village compte 347 habitants.